# 印度诺贝尔奖得主列表

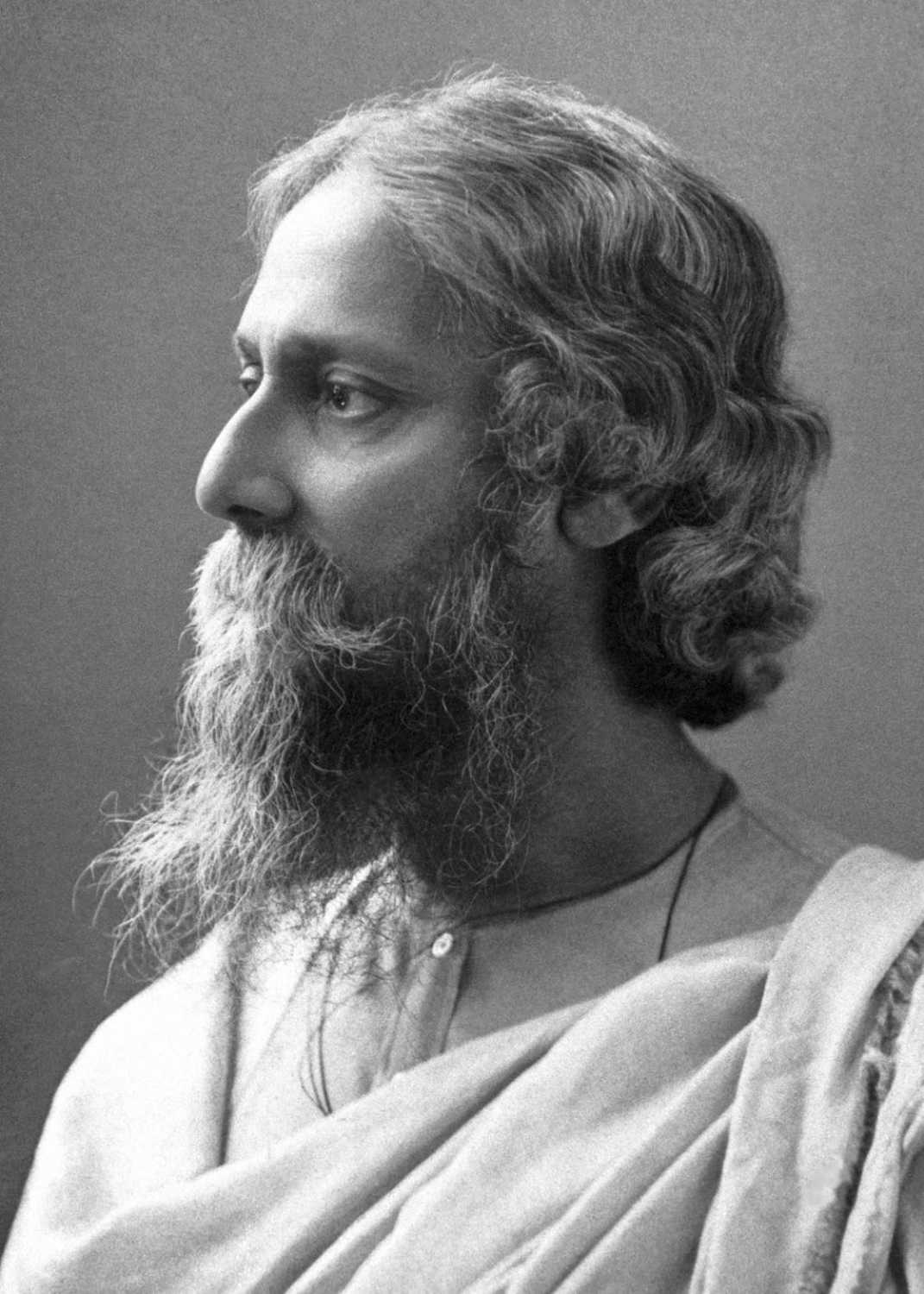
英属印度1913年获文学奖的泰戈尔是印度乃至整个亚洲首位诺贝尔奖得主，也是第一位非欧洲诺贝尔奖得主。

诺贝尔奖根据阿尔弗雷德·诺贝尔的遗嘱设立，分物理学、化学、生理学或医学、文学、和平和经济学六个奖项，每年颁奖一次，奖励上述领域对人类贡献最大的人士，是世界公认的权威奖项。诺贝尔在遗嘱中将部分遗产用于创立诺贝尔奖，每位获奖者将获得金牌、获奖证书和不菲的奖金，具体金额每年由诺贝尔基金会决定。诺贝尔物理学家、化学奖和经济学奖由瑞典皇家科学院颁布，卡罗琳学院诺贝尔大会颁发生理学或医学奖，瑞典学院颁布文学奖，挪威诺贝尔委员会颁发和平奖。
从1901年创立至今，共有919人（其中865名男子，54位女士）和24个组织至少一次获得诺贝尔奖肯定，其中共有13位印度人（包括2位英属印度公民，另外八人拥有该国血统或在印度居住）。1913年获文学奖的罗宾德拉纳特·泰戈尔是印度乃至整个亚洲首位诺贝尔奖得主，特雷莎修女是仅有的女得主。印度诗人、哲学家、民族主义者和整体瑜伽奠基人师利·奥罗宾多曾于1943年提名诺贝尔文学奖，1950年提名和平奖，但均未获奖。
1999年12月1日，挪威诺贝尔委员会确认圣雄甘地先后五次获和平奖提名，但均未得奖（1937至1939年，1947年，以及1948年1月他遇刺数天前）。2006年，挪威诺贝尔委员会秘书长盖尔·伦德斯塔德（Geir Lundestad）称这是“我们106年历史上最大的遗漏”。

## 得主
英属印度公民
以下诺贝尔奖得主获奖时是英属印度公民
| 年份 | 姓名 | 姓名                | 奖项   | 出生     | 获奖原因                                                                                                 | 参     |
| 1913 |      | 罗宾德拉纳特·泰戈尔 | 文学   | 英属印度 | “因为他以高超技巧创作出敏锐、清新且优美至极的诗，他还亲自用英语表述，把充满诗意的思绪化为西方文学成分。” | [ 13 ] |
| 1930 |      | 钱德拉塞卡拉·拉曼   | 物理学 | 英属印度 | “研究光的散射，发现以他命名的效应。”                                                                     | [ 14 ] |

印度共和国公民
以下诺贝尔奖得主获奖时是印度共和国公民
| 年份 | 姓名 | 姓名               | 奖项   | 出生國     | 获奖原因                                                               | 参     |
| 1979 |      | 特雷莎修女         | 和平   | 奥斯曼帝国 | “感谢她对受苦人类的帮助。”                                             | [ 15 ] |
| 1998 |      | 阿马蒂亚·库马尔·森 | 经济学 | 英属印度   | “感谢他对福利经济学的贡献。”                                           | [ 16 ] |
| 2014 |      | 凯拉西·萨塔亚提    | 和平   | 印度       | “感谢他们对压迫儿童和少年行径的反抗，以及争取所有儿童教育权利的抗争。” | [ 17 ] |

### 生于印度
以下诺贝尔奖得主生于印度，但获奖时是他国公民。
| 年份 | 姓名 | 姓名                    | 国籍                    | 出生国   | 奖项         | 获奖原因                                         | 参     |
| 1968 |      | 哈尔·葛宾·科拉纳        | 美国 · （生于英属印度） | 英属印度 | 生理学或医学 | “感谢他们破解遗传密码及其在蛋白质合成中的作用。” | [ 18 ] |
| 1983 |      | 苏布拉马尼扬·钱德拉塞卡 | 美国 · （生于英属印度） | 英属印度 | 物理学       | “感谢他对恒星结构和演化重要物理过程的理论研究。” | [ 19 ] |
| 2009 |      | 文卡特拉曼·拉马克里希南 | 英国 · 美国             | 印度     | 化学         | “感谢他对核糖体结构和功能的研究。”               | [ 20 ] |
| 2019 |      | 阿巴希·巴纳吉           | 美国 ·                  | 印度     | 经济学       | “感谢他们为缓解全球贫困问题采取的实验手段。”     | [ 21 ] |

### 英国人或其他
以下诺贝尔奖得主生于英屬印度，或者获奖时在印度居住但不是该国公民。
| 年份 | 姓名 | 姓名             | 居住国                               | 出生     | 奖项         | 获奖原因                                                                         | 参     |
| 1902 |      | 罗纳德·罗斯      | 英国 · （生于英属印度阿尔莫拉）      | 英属印度 | 生理学和医学 | “感谢他对疟疾的研究，证明病原如何进入生物体，为成功研究疾病和治疗方法奠定基础。” | [ 22 ] |
| 1907 |      | 鲁德亚德·吉卜林  | 英国 · （生于英属印度孟买）          | 英属印度 | 文学         | “这位世界知名作家的作品观察入微、想象独特、构思灵活，叙述非凡。”                 | [ 23 ] |
| 1989 |      | 第十四世达赖喇嘛 | 印度 · （生于 中华民国青海省红崖村） | 西藏     | 和平         | “感谢他坚持采用非暴力手段为人民恢复自由抗争。”                                   | [ 24 ] |